# ویلمینگتن (کارولینای شمالی)
ویلمینگتن (به انگلیسی: Wilmington) شهری در ایالت کارولینای شمالی کشور ایالات متحده آمریکا است که جمعیت آن در سرشماری سال ۲۰۱۰ میلادی، ۱۰۶٬۴۷۶ نفر بوده‌است.